# Одульвальд из Мельроуза
Одульвальд  (англ. Odulvald, Oduvald, умер в 698 году) — игумен из Мельроуза. День памяти — 26 мая.

## Биография
Одульвальд был шотландским дворянином – губернатором Лаудер. Он покинул мир и ушёл в монастырь Мельроуз, где обрёл радость в пении псалмов об исходе из рабства. Впоследствии он стал игуменом Мельроуза, где он продолжил свои упражнения в духовном делании. Ему был дарован дар слёз сердечных и постоянной молитвы. Его воздыхания о Небесном были увенчаны блаженной кончиной десятью годами позже св. Кутберта.